# Famille Hibbert
Pour les articles homonymes, voir Hibbert (homonymie).
 (avril 2024).
Si vous disposez d'ouvrages ou d'articles de référence ou si vous connaissez des sites web de qualité traitant du thème abordé ici, merci de compléter l'article en donnant les références utiles à sa vérifiabilité et en les liant à la section « Notes et références ».
La famille Hibbert est une famille fictive de la série animée télévisée Les Simpson.

## Julius Hibbert
- Le médecin référent des Simpson.

Julius Hibbert est le très généreux et aimable médecin de famille des Simpson. D'origine afro-américaine, c'est l'un des personnages récurrents les plus réguliers de la série. Il est notamment un des personnages les plus équilibrés de la série, bien qu'il éclate souvent de rire à des moments inopportuns, par exemple en racontant des blagues à ses patients sur la table d'opérations.
Contrairement aux autres médecins comme le Docteur Riviera, le Docteur Hibbert est compétent et sérieux. Pourtant dans l'épisode Sbartacus, on sous-entend qu'il n'aurait pas les diplômes pour exercer.
Lorsque Lisa demande à la foule « Devinez qui pratique la médecine sans avoir les diplômes nécessaires ? »,  le docteur Hibbert semble mal à l'aise puis soulagé lorsque Lisa répond « Exactement ! Homer Simpson ! ». En dehors de cela, le Docteur Hibbert a tout d'un médecin normal qui exerce dans un hôpital.
Il a également été aperçu lors de flashbacks, (par exemple lors de la naissance de Lisa, l'accident de Bart alors qu'il était encore un nourrisson), et à chaque fois il avait une coupe de cheveux différente (afro, à la Bob Marley, à la Mr. T, etc.).
On apprend dans un épisode qu'il vient d'Alabama et dans le même épisode on apprend aussi qu'il a un QI (Quotient intellectuel) de 150.
Il est la représentation caricaturale du Dr Hitcliff Huxtable, personnage qu'incarne Bill Cosby dans son Cosby Show. On peut apercevoir la famille au complet lors de l'inauguration du restaurant familial de Moe.
Il est membre du Parti républicain et de la NRA et possède plusieurs armes.
Dans l'épisode Salut l'artiste (saison 6 ép 22), Murphy Gencives Sanglantes et le docteur Hibbert, au même endroit et au même moment, parlent de leur frère disparu... Julius Hibbert parle d'un frère féru de jazz et Murphy, d'un frère faisant des études de médecine et qui aime rire de n'importe quoi. Julius Hibbert serait donc vraisemblablement le frère de Murphy.
Dans l'épisode Fluctuat Homergitur, le directeur de l'orphelinat de Shelbyville, ressemblant lui aussi étrangement au docteur Hibbert, parle d'un frère jumeau qu'il a longtemps recherché et qui passe son temps à rire bêtement. À l'inverse, le Docteur Hibbert parle d'un frère abandonné.
Il a exercé le métier de strip-teaseur dans sa jeunesse afin de payer ses études. Son nom de scène était "Malcolm Sex" (en référence à Malcolm X, la lettre « X » se prononçant "èqss'" en anglais). Curieusement, la pratique du strip-tease est une chose sérieuse pour lui et il ne tolère pas qu'on s'en moque.
Dans l'épisode À bas la baby-sitter !! (s8e17) on apprend qu'il conduit une voiture de marque Volvo. On apprend dans le même épisode qu'il est ceinture rouge de judo.
On le rencontre pour la première fois dans Le Saut de la mort.

## Bernice Hibbert
- La femme du Docteur Hibbert.

Doublée par Régine Teyssot. Même si elle apparaît dans de nombreux épisodes, on ne sait que peu de choses d'elle car elle est souvent effacée par rapport à son mari. Elle semble connaître son mari comme sa poche et être fusionnelle avec lui, mais voudrait qu'il soit plus présent !
On sait qu'elle participe à la Gay Pride et qu'elle est tombée sous le charme de Moe après son opération de chirurgie esthétique. 
On peut également noter qu'elle est alcoolique, fait souligné à plusieurs reprises : elle fréquente les réunions des Alcooliques Anonymes et s'évanouit lorsqu'elle apprend que Springfield tombe sous le coup de la prohibition (Ep.4F15).
Elle est souvent présente aux grands rassemblements des habitants de Springfield, comme la plupart des personnages secondaires, mais participe rarement à l'intrigue. L'un de ses passe-temps est le jardinage.

## Leurs enfants
Les époux Hibbert ont trois enfants qui apparaissent parfois lorsque la famille est rassemblée au restaurant à la plage ou dans leur véhicule. Dans les saisons 14 et 19, ces véhicules étaient des monospaces, mais dans les dernières saisons ils semblent voyager à bord d'une berline ou d'un SUV Mercedes-Benz classe G:
- Un garçon d'une quinzaine d'années, qui est souvent vu avec ses parents.
- Une fille de 6 à 8 ans, qui est presque toujours représentée avec son plus jeune frère.
- Un garçon d'une dizaine d'années.

Les deux plus jeunes enfants étudient dans l'école privée de Springfield.